# Eleanor Kinnaird

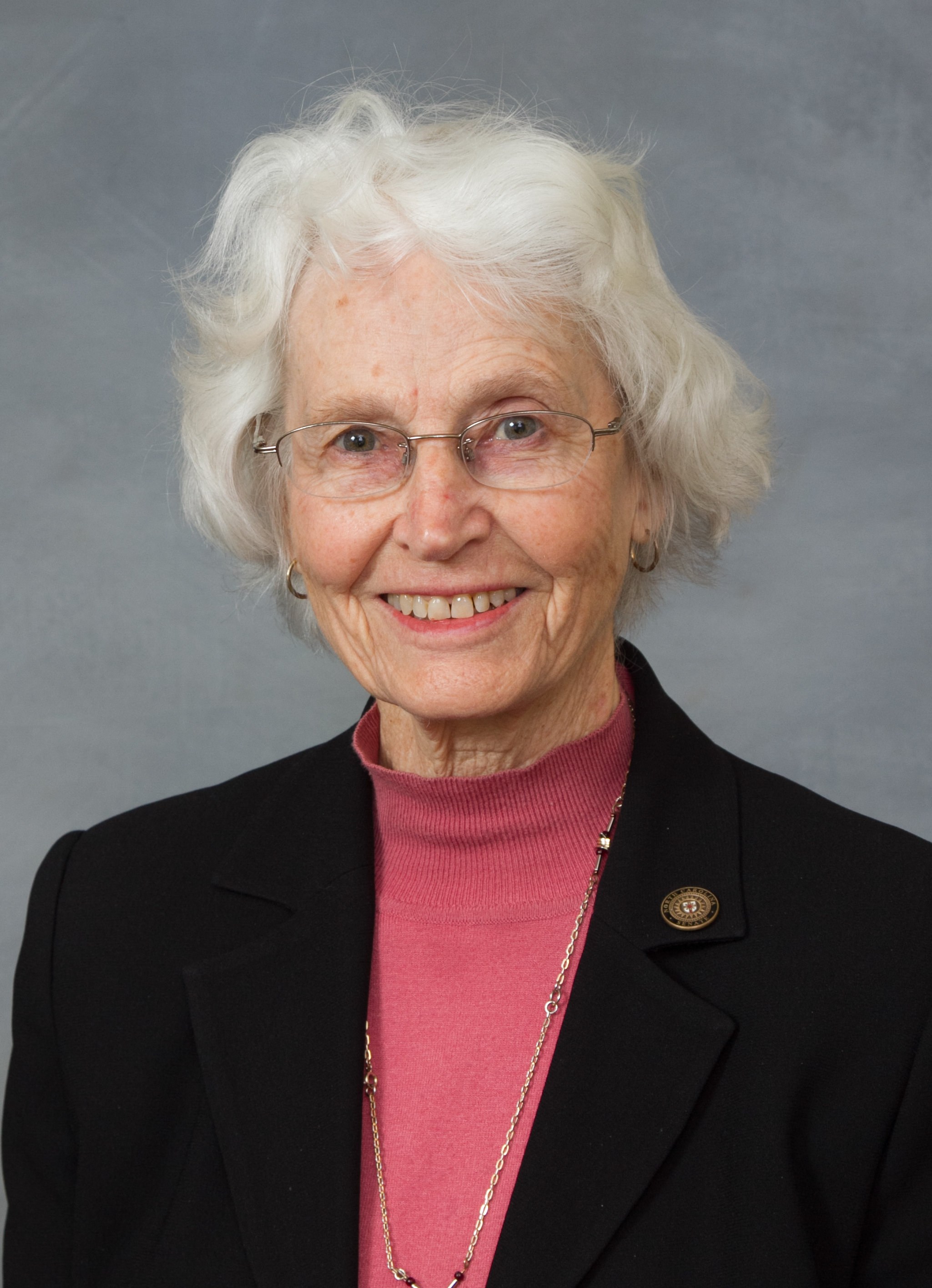
Eleanor Kinnaird, 2013

Eleanor Gates Kinnaird (* 14. November 1931 in Rochester, Michigan) ist eine US-amerikanische Politikerin der Demokratischen Partei.
Kinnaird besuchte das Carleton College und erhielt dort 1953 ihren Bachelor of Arts. Später studierte sie an der University of North Carolina in Chapel Hill. 1992 erhielt sie an der Law School der North Carolina Central University ihren Juris Doctor. 1973 bis 1982 war Kinnaird als Privatlehrerin für Musik tätig. Danach arbeitete sie von 1982 bis 1989 an der University of North Carolina Music Library und der Wilson Library. Mit dem Erhalt ihres Juris Doctor wurde Kinnaird als Rechtsanwältin tätig. Zuerst arbeitete sie 1993 bis 2003 für den North Carolina Prisoner Legal Services und ist seit 2004 selbständig.
Kinnaird politische Karriere begann als sie 1987 bis 1995 Bürgermeisterin der Stadt Carrboro war. Seit 1996 gehört sie dem Senat von North Carolina als Senatorin an.
Kinnaird ist geschieden und Mutter dreier Kinder.